# Cicatrici di Mirrodin

Il logo del set

Cicatrici di Mirrodin (in inglese Scars of Mirrodin) è un'espansione del gioco di carte collezionabili Magic: l'Adunanza, edito da Wizards of the Coast. In vendita in tutto il mondo dal 1º ottobre 2010, è il primo set di tre del Blocco di Cicatrici di Mirrodin, che comprende anche Mirrodin Assediato e Nuova Phyrexia.

## Ambientazione
Con l'evolversi della storia di Magic si ritorna in luoghi già visitati in passato ma che appaiono notevolmente cambiati. Questo set è ambientato nel piano dimensionale di Mirrodin, già esplorato nelle tre espansioni del blocco di Mirrodin.

## Caratteristiche
Cicatrici di Mirrodin è composta da 249 carte, stampate a bordo nero, così ripartite:
- per colore: 27 bianche, 26 blu, 27 nere, 27 rosse, 27 verdi, 88 incolori, 1 multicolore, 26 terre.
- per rarità: 101 comuni, 60 non comuni, 53 rare, 15 rare mitiche e 20 terre base.

Il simbolo dell'espansione è un esagono tagliato su un lato, racchiuso all'interno di un cerchio, e si presenta nei consueti quattro colori a seconda della rarità: nero per le comuni, argento per le non comuni, oro per le rare e bronzo per le rare mitiche.
Cicatrici di Mirrodin è disponibile in bustine da 15 carte casuali e in 5 mazzi tematici precostituiti da 60 carte ciascuno:
- Myr di Mirrodin (bianco)
- Metallurgia (blu/rosso)
- Propagazione Letale (nero/blu)
- Spezzareliquie (rosso/verde)
- Veleno di Phyrexia (verde/nero)

### Prerelease
Cicatrici di Mirrodin fu presentata in tutto il mondo durante i tornei di prerelease il 25 settembre 2010, in quell'occasione venne distribuita una speciale carta olografica promozionale: la Macchina dei Wurm Attorcigliati, che presentava un'illustrazione alternativa rispetto alla carta che si poteva trovare nelle bustine.

### Ristampe
Nel set sono state ristampate le seguenti carte da espansioni precedenti:
- Distruggi Artefatto (presente in tutti i set base fino alla Nona Edizione compresa e in Magic 2010, e nelle espansioni Era Glaciale, Tempesta e Mirrodin, oltre che nel set speciale Deckmasters)
- Mago dei Gingilli (dall'espansione Quinta Alba)
- Apprendista Sanguinario (dall'espansione Visione Futura)
- Arrestare (dalle espansioni Maschere di Mercadia e Mirrodin)
- Disperdere (dall'espansione Aurora)
- Myr di Rame (presente nell'espansione Mirrodin e nel set speciale Planechase)
- Myr d'Argento (presente nell'espansione Mirrodin e nel set speciale Planechase)
- Myr d'Oro (presente nell'espansione Mirrodin e nel set speciale Planechase)
- Myr di Ferro (presente nell'espansione Mirrodin e nel set speciale Planechase)
- Myr di Piombo (presente nell'espansione Mirrodin e nel set speciale Planechase)
- Domina Mente (dall'espansione Mirrodin)

## Novità
Cicatrici di Mirrodin introduce nuove abilità nel gioco, oltre a riprenderne di vecchie, specialmente dal blocco di Mirrodin. Inoltre in questa espansione vengono presentate tre nuove carte Planeswalker, e un nuovo tipo di oggetto: l'emblema.

### Nuove abilità

#### Infettare
Una creatura con infettare infligge danno alle altre creature sotto forma di segnalini -1/-1, e ai giocatori sotto forma di segnalini veleno (un giocatore con 10 o più segnalini veleno perde la partita). In questo modo, se una creatura subisce un numero di punti danno non sufficiente ad ucciderla questi, invece di venire rimossi alla fine del turno, rimarranno sulla creatura in forma di segnalini -1/-1, riducendo permanentemente la forza della creatura oltre alla sua costituzione.
L'introduzione di questa abilità ha causato la nascita del mazzo "Infect". L'obiettivo di questo mazzo è usare una combinazione di creature con Infettare a basso costo e magie di potenziamento (come Liane di Boscovasto e Potenza della Vecchia Krosa) per raggiungere rapidamente i dieci segnalini veleno necessari per la vittoria.

#### Metallurgia
Le carte con metallurgia guadagnano dei bonus finché il giocatore controlla un numero di artefatti pari o superiore a tre. I bonus stessi variano da carta a carta.

#### Proliferare
Proliferare è un'abilità che si innesca quando viene lanciata la magia che la possiede, di qualsiasi tipo essa sia, permanente o no. Quando viene giocata una magia con proliferare è possibile scegliere un qualsiasi numero di giocatori e/o permanenti con almeno un segnalino su di essi, mettendo quindi su quei giocatori o permanenti un altro di quei segnalini.

### Emblemi
Un Emblema è un nuovo tipo di oggetto che viene creato dall'effetto di alcune carte. Quando un giocatore guadagna un emblema lo mette nella zona di comando, una zona del gioco che normalmente non può essere influenzata in nessun modo durante la partita; infatti gli emblemi non sono carte, non sono presenti sul campo di battaglia, non hanno colore o costo di mana o altre caratteristiche delle carte. Non è necessario nemmeno che esistano fisicamente, i giocatori possono ricordarsi della presenza di un emblema come meglio credono, ad esempio annotandolo su un foglietto o utilizzando un qualsiasi oggetto come "segnalino"; esistono anche gli emblemi ufficiali della Wizards of the Coast, reperibili all'interno di diversi prodotti di Magic, che si presentano simili alle carte ma con una diversa grafica. Gli emblemi hanno un'abilità che influenza il gioco, esattamente come gli incantesimi, ma tale influenza perdura irrevocabilmente per il resto della partita, perché appunto non esiste alcun sistema per interagire con la zona di comando ed eliminare un emblema.

### Nuovi Planeswalker
(Elspeth Tirel)

#### Elspeth Tirel
Elspeth è una viandante dimensionale di origini umane, che utilizza la magia bianca. Dopo essere fuggita da Bant, il suo piano adottivo, si è rifugiata su Otaria, un continente di Dominaria, dove conduce in incognito una vita da gladiatrice nel Gran Colosseo, distrutta dal rimorso per aver abbandonato i propri compagni al tragico destino che sembrava attenderli all'inizio della Congiunzione dei cinque frammenti di Alara. Lì viene raggiunta da Koth del Martello, un giovane guerriero originario di Mirrodin, che la esorta ad aiutarlo a difendere il suo piano dimensionale da una minaccia che Elspeth conosce bene: Phyrexia, la stessa minaccia che tanto tempo prima l'aveva costretta a fuggire dal suo piano d'origine. Un'altra versione di Elspeth Tirel era già stata stampata nell'espansione Frammenti di Alara.

#### Koth del Martello
Koth è un viandante dimensionale nativo di Mirrodin, un Vulshok della tribù del Martello. I vulshok sono un insieme di tribù barbariche di esseri umani che abitano la catena montuosa di Oxidda. Data la sua origine, Koth pratica la magia rossa, e si è specializzato in un tipo di magia che gli permette di controllare le rocce e plasmare i metalli, fino a purificarli. La sua scintilla si è infiammata quando dopo generazioni di pace le varie tribù del suo popolo hanno ripreso le ostilità interne, questa guerra fratricida è stata innescata dalla corruzione che la nuova ascesa di Phyrexia ha insinuato nei manufatti metallici forgiati dai vari clan, che iniziarono a biasimarsi a vicenda e disseppellirono rancori che sembravano ormai dimenticati da molto tempo. Il giovane capo cercando di salvare la sua gente e il suo intero mondo viaggia verso Dominaria grazie ai suoi nuovi e illimitati poteri, in cerca di aiuto nel luogo dove Phyrexia fu sconfitta per la prima volta, migliaia di anni addietro.

#### Venser, il Visitatore
Venser è un viandante dimensionale esperto nell'utilizzo della magia bianca e blu. È un essere umano originario di Urborg, un arcipelago di isole vulcaniche sul piano di Dominaria. Ha un talento innato per la costruzione di potenti artefatti magici, e ha sempre trafficato con i relitti meccanici delle macchine phyrexiane disseminati ovunque nella sua terra. Viene raggiunto nel suo laboratorio da Elspeth e Koth e sequestrato da quest'ultimo, che lo porta forzatamente su Mirrodin per farsi aiutare nella guerra contro la rinata Phyrexia.